# Wilhelmstraße 42 (Heilbronn)

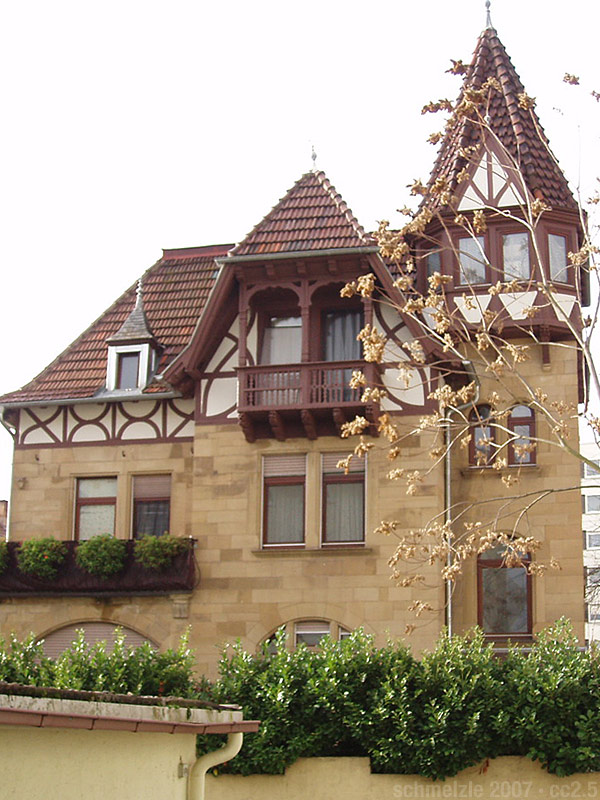
Das Haus an der Wilhelmstraße 42 in Heilbronn

Das Haus Wilhelmstraße 42 ist ein historisches Gebäude in Heilbronn, das unter Denkmalschutz steht.

## Lage
Die Wilhelmstraße ist eine historische Hauptstraße, die nach Flein, Lauffen und Stuttgart führte. Diese beginnt am ehemaligen Stadttor an der Straße nach Flein, dem sogenannten „Fleiner Tor“ und führt zum Heilbronner Rathenauplatz. Das Gebäude Wilhelmstraße 42 liegt im südlichen Bereich der Wilhelmstraße, südlich der Südstraße und steht dort in zweiter Reihe hinter der Bebauung der Westseite der Straße.

## Geschichte
Das Gebäude wurde im Jahre 1899 von Oberamtsbaumeister Josef Eckert als dessen privates Wohnhaus errichtet. In dem Gebäude Wilhelmstraße 42 war in der Nachkriegszeit das Polizeirevier I beheimatet, das zuvor seinen Sitz im Scherweg hatte. Zum 1. April 1957 wurde das Polizeirevier I mit dem Polizeirevier II (Stadttheater) zum neuen Polizeirevier 27 zusammengelegt, das in der Wilhelmstraße 27 untergebracht war.

## Beschreibung
Das Gebäude ist ein Beispiel für ein privates Wohnhaus, das in seiner Architektur an die Renaissance angelehnt ist, und wurde deswegen unter Denkmalschutz gestellt. Das im unverputzten Werksteinmauerwerk errichtete Gebäude zeigt einen Turm, der an die Burgen aus der Zeit der Renaissance erinnern soll. Bemerkenswert ist die original erhaltene Innenarchitektur, die noch Wandmalereien und eine Wand zeigt, die eine gotisierende Verkleidung aufweist. Weiter hat sich dort noch eine Stuckdecke im Stil der Neorenaissance erhalten. So heißt es in der Denkmaltopographie:

„[…] stellt mit dem unverputzten Werksteinmauerwerk und dem markanten Turm ein gutes Beispiel der Renaissance angelehnter Wohnbaukunst dar. Originale Innenausstattung mit Wandmalereien (Wappen, Rankenwerk), reliefartiger, z. T. gotisierender Wandverkleidung, gefelderten Türblättern, geschnitztem Treppengeländer, Neorenaissance-Stuckdecke.“

In  Stille Zeitzeugen   wird das Gebäude wie folgt beschrieben

„Heilbronn besitzt manche architektonische Schätze, die es wiederzuentdecken gilt. Dazu gehört das Häuschen des Oberamtsbaumeisters Josef Eckert, das er sich 1899 in der Wilhelmstraße baute, heute eine verwunschene kleine Burg zwischen Großstadtriesen“